# パーゼヴァルクの戦い
パーゼヴァルクの戦い（パーゼヴァルクのたたかい、英語: Battle of Pasewalk）は七年戦争中の1760年10月3日、パーゼヴァルクにおいてスウェーデン軍がプロイセン軍に勝利した戦闘。

## 経過
ハンス・パウル・ヴェルナー率いるプロイセン軍4,200人はアウグスティン・エーレンスヴェルド率いるスウェーデン軍1,700人の守備するパーゼヴァルクを奪取しようとした。プロイセン軍は7時間にわたって2度攻撃したが失敗し、夜が訪れると撤退した。
スウェーデン軍は近くの方形堡をプロイセン軍に奪われたことで捕虜を含み500人を失ったが、プロイセン軍もパーゼヴァルクでの戦闘で300人の損害を出した。